# Elaeocarpus nodosus
Elaeocarpus nodosus är en tvåhjärtbladig växtart som beskrevs av E. G. Baker. Elaeocarpus nodosus ingår i släktet Elaeocarpus och familjen Elaeocarpaceae. Inga underarter finns listade i Catalogue of Life.